# Metaplagia occidentalis
Metaplagia occidentalis är en tvåvingeart som beskrevs av Daniel William Coquillett 1895. Metaplagia occidentalis ingår i släktet Metaplagia och familjen parasitflugor.
Artens utbredningsområde är Texas. Inga underarter finns listade i Catalogue of Life.